# Alcides Etchegoyen
Alcides Gonçalves Etchegoyen (Porto Alegre, 31 de março de 1901 – Rio de Janeiro, 17 de junho de 1956) foi um militar brasileiro, oficial-general do Exército.

## Biografia
Filho de Ramon Vicente Etchegoyen e de Brandina Gonçalves Etchegoyen, assentou praça em março de 1918, saindo aspirante a oficial de artilharia em 1921. Era ainda um jovem primeiro tenente quando liderou, com seu irmão Nelson, a "Coluna Relâmpago" que, em 1926, tentou promover um levante contra a posse de Washington Luís. Com a derrota do movimento, Etchegoyen foi excluído do Exército.
Alguns anos mais tarde, participou da revolução de 1930 no Rio Grande do Sul, integrando o grupo de comando revolucionário.Vitoriosa a revolução, foi anistiado em novembro daquele ano e reintegrado ao Exército, recebendo a patente de capitão. Nesse posto, serviu na chefia do Estado-maior da 3ª Região Militar, no Rio Grande do Sul, e foi nomeado delegado militar revolucionário junto à 3ª R.M..
Promovido a major em 1933, Etchegoyen serviu como oficial-de-gabinete do ministro da Guerra, Eurico Gaspar Dutra, de dezembro de 1936 a maio de 1938. Promovido a tenente-coronel em 1938, comandou o Grupo Escola, de maio desse ano a novembro de 1939, deixando o posto para comandar o Centro de Preparação de Oficiais da Reserva (CPOR) de Porto Alegre até dezembro de 1940. Assumiu então a chefia do Estado-Maior da 2ª Divisão de Cavalaria, em São Paulo, onde permaneceu até julho de 1942.
Em julho de 1942 tornou-se chefe de polícia do então Distrito Federal, substituindo Filinto Müller, que havia deixado o cargo. Na polícia, Etchegoyen  combateu o jogo do bicho e a prostituição, além de reprimir as atividades políticas de oposição ao governo. Em dezembro do mesmo ano foi promovido a coronel mas permaneceu no cargo de chefe de polícia até 31 de agosto de 1943, quando demitiu-se de suas funções. 
De novembro de 1943 a outubro de 1946, comandou o Grupamento Leste de Defesa da Costa, tendo sido promovido a general-de-brigada neste último ano. Passou então a comandar a artilharia da 3ª Região Militar, posto em que permaneceu até abril de 1948. Entre 1948 e 1950, comandou a Artilharia da Costa da 1ª RM, no então Distrito Federal. Fez o curso da Escola Superior de Guerra de 1950 a 1951, e de junho de 1951 a agosto de 1952 comandou o Núcleo da Divisão Blindada, no Rio de Janeiro.
Em 1952, ano de sua promoção a general-de-divisão, o Brasil negociou um acordo militar com os Estados Unidos. Etchegoyen colocou-se ao lado dos defensores do acordo, exigindo ao mesmo tempo medidas mais enérgicas contra os  comunistas. Nesse mesmo ano, no Clube Militar, eram intensas as discussões sobre a questão do monopólio estatal do petróleo. Contrário à tese  nacionalista, o general Alcides encabeçou a chapa da Cruzada Democrática, nas eleições para a presidência do Clube, concorrendo contra a outra, liderada por Newton Estillac Leal. Realizadas em março de 1952, as eleições deram a vitória à chapa da Cruzada que, a partir de então, proibiu as discussões sobre a questão do petróleo no clube. Nas eleições seguintes, realizadas em 1954,  Alcides Etchegoyen apoiou a chapa vitoriosa, encabeçada por Canrobert Pereira da Costa e Juarez Távora. No entanto,  a Campanha do Petróleo já alcançara seus objetivos, com a aprovação do monopólio estatal e a criação da Petrobras em 1953. Em agosto de 1954, após o atentado da rua Toneleros, no Rio de Janeiro, que resultara na morte do major-aviador Rubens Vaz, a campanha pela deposição de Getúlio Vargas atinge o seu auge. Um grupo de brigadeiros da Aeronáutica decide enviar ao Presidente da República um manifesto, pedindo que este renunciasse ao cargo. Em seguida, um grupo de almirantes da Marinha endossa o manifesto dos brigadeiros. O mesmo fazem Etchegoyen e outros generais do Exército, liderados por  Canrobert Pereira da Costa e Juarez Távora. O manifesto é divulgado no dia 23. Na manhã do dia 24 de agosto, o país desperta com a notícia do suicídio de Vargas.
No final de 1955 parte das Forças Armadas envolveu-se na articulação para impedir a posse do presidente e do vice-presidente eleitos, Juscelino Kubitschek e João Goulart. O primeiro passo do movimento seria a derrubada do ministro da Guerra, o general Henrique Teixeira Lott. O presidente Café Filho proibiu qualquer pronunciamento político por parte de militares, mas o general Zenóbio da Costa, inspetor-geral do Exército e amigo de Lott, infringiu esta proibição e denunciou, através de um manifesto, o "golpe branco" que estava em andamento. A atitude do general Zenóbio custou-lhe a imediata exoneração do cargo. Entretanto, alegando motivos disciplinares, o marechal Lott pediu simultaneamente ao presidente a demissão de Alcides Etchegoyen, então inspetor da artilharia antiaérea.
No dia 5 de novembro de 1955, enquanto Café Filho se encontrava hospitalizado, o jornal Tribuna da Imprensa noticiou que o presidente comunicara a Lott não achar conveniente a designação do general Etchegoyen para o comando da Zona Militar Norte, em Recife. Poucos dias depois, na madrugada de 11 de novembro, o marechal Lott acionou tropas do Exército para depor o presidente interino Carlos Luz. Alcides Etchegoyen e Álvaro Fiúza de Castro (1889-1971),  ambos generais, ao serem recebidos por Lott no Palácio do Catete, acusaram-no de atitude violenta por ter movimentado as tropas, ouvindo do ministro que este assumia total responsabilidade por este gesto. Os dois oficiais ficariam detidos até que a situação se definisse. Etchegoyen ficou internado no hospital militar, e o general Fiúza confinado no próprio gabinete do marechal Lott. No mesmo dia 11 de novembro, o Congresso, convocado em caráter extraordinário, considerou Carlos Luz impedido e deu posse a seu substituto legal, Nereu Ramos.

### Morte
Alcides Etchegoyen faleceu no dia 17 de junho de 1956. Era casado com Regina Guedes Etchegoyen, com quem teve três filhos, Leo (1925 - 2003), Cyro (1929 - 2012) e  Alcides Carlos Guedes Etchegoyen (1930 - 2012). Todos se tornaram oficiais do Exército. 
Leo foi  chefe da Polícia Civil do Estado do Rio Grande do Sul, logo após o golpe militar de  1964. Foi também secretário da Segurança Pública do Estado, deixando o cargo em 1965. Posteriormente, foi também assessor especial da Presidência da República e chefe do Estado-Maior do II Exército (São Paulo), no  governo Médici.
Cyro foi chefe  da seção de contrainformações do Centro de Informações do Exército (CIE), entre 1971 a 1974, também no governo Médici.
Tanto o general Leo Guedes Etchegoyen como  o coronel Cyro Guedes Etchegoyen foram citados no relatório da Comissão Nacional da Verdade, entre os militares responsáveis por violações de direitos humanos cometidas durante a ditadura militar. 
O neto de Alcides e filho de Leo, também general Sérgio  Etchegoyen, foi Ministro-Chefe do Gabinete de Segurança Institucional do governo Temer.